# Йоверторнео (община)
Община Йоверторнео (на шведски: Övertorneå kommun) е разположена в лен Норботен, северна Швеция с обща площ 2509 km2 и население 4709 души (към 31 декември 2013). Административен център на община Йоверторнео е едноименния град Йоверторнео.